# Abu Qirqas
Abu Qirqas è una città dell'Egitto, situata nel Governatorato di Minya.